# Gabriela Villalba
María Gabriela Villalba Jervis (sinh ngày 20 tháng 9 năm 1984) là ca sĩ và diễn viên người Ecuador.

## Tiểu sử

### Thời thơ ấu
Gabriela Villalba sinh ngày 20 tháng 9 năm 1984 tại Quito, Ecuador. Tên đầy đủ của cô là María Gabriela Villalba Jervis. Nickname của cô là Gaby và cô có bảy người anh em trai: Juan Carlos, Ricardo, Diego, Sandra, Mateo, Santiago và Alessandro. Cha mẹ của cô là Juan Carlos Villalba và Paulina Jervis. Gabriela theo học tại Trường Trung học Jacques Cousteau ở Guangopolo, một cộng đồng nông thôn ở ngoại thành Quito. Gaby bắt đầu gia nhập vào nền truyền thông thế giới bằng những quảng cáo thương mại khi còn rất nhỏ tuổi. Album solo của cô được phát hàng vào năm 2011.

### Kiruba
Cô bắt đầu nổi lên khi được chọn tham gia phiên bản Ecuador của chương trình thực tế Popstars. Cô đã dành chiến thắng và trở thành thành viên của nhóm nhạc nữ bán đĩa chạy nhất Ecuador Kiruba. Họ đã bán được 20,000 bản cho album ra mắt. Đáng tiếc, nhóm nhạc chỉ hoạt động được hơn 2 năm, thu âm được 2 album phòng thu Kiruba và Baila La Luna.

### TV Star và sự nghiệp solo
Sau sự tan rã của nhóm vào năm 2005, Gabriela tham gia vào một vở kịch opera của Colombia mang tên 'Al Ritmo De Tu Corazón' (Đến nhịp điệu của trái tim), khi cô vừa hát và vừa sáng tác ca khúc chủ đề cho chương trình. Sản phẩm quốc tế này đã khiến cô được một vài nhà sản xuất nổi tiếng biết đến và ngỏ lời trao cho cô một cơ hội để bắt đầu sự nghiệp mới với vai trò nghệ sĩ solo.
Villalba phát hành album đầu tay Todo Bien (Mọi thứ đều ổn) vào năm 2005. Đĩa đơn đầu tiên và duy nhất "Me Doy Vueltas" ("Tôi rẽ vào vòng tròn") trở thành bài hit được biết đến ở Ecuador.

#### Danh sách bài hátTodo Bien(Everything's Fine)
1. Un Contacto ("A Contact")
2. Todo Bien ("Everything's Fine")
3. Me Doy Vueltas ("I Turn In Circles")
4. Vuelve A Mí ("Come Back To Me")
5. Tantos Besos ("Lots Of Kisses")
6. Eres Linda ("You're a Beautiful Girl")
7. Soñaré ("I'll Dream")
8. Dame Tu Mano ("Give Me Your Hand")
9. Sin Palabras ("Wordless")
10. Quisiera ("I Wish")

### Kudai
Ngày 30 tháng 5 năm 2006, tại Quito, Radio Exa đã mời Gaby diễn mở màn cho ban nhạc pop rock Chile Kudai khi nhóm đang có chuyến lưu diễn tại Ecuador. Quản lí của Kudai đã ngạc nhiên trước giọng hát của Villalba quyết định ngỏ lời mời cô tạm thời thay thế một trong những ca sĩ vắng mặt.
Một tháng sau đó, Nicole Natalino đã công bố rút khỏi Kudai, tháng 8 năm 2006, Gabriela chính thức trở thành thành viên của nhóm.
Kudai tan rã năm 2010. Sáu năm sau, nhóm đã quay trở lại chỉ với các thành viên ban đầu, do đó không bao gồm Villalba, người hiện đã kết hôn và được gọi là Gaby de K (K có nghĩa là cả Kiruba và Kudai).